# Język manipuri
Język manipuri (মনিপুরি, ꯃꯅꯤꯄꯨꯔꯤ), meitei-lon (মেইতেই লোন্, ꯃꯩꯇꯩ ꯂꯣꯟ), meitei-lol (মেইতেই লোল্, ꯃꯩꯇꯩ ꯂꯣꯜ) – główny język w indyjskim stanie Manipur, używany jako lingua franca do komunikacji pomiędzy różnymi grupami etnicznymi. Od 1992 język urzędowy (pod nazwą manipuri) w stanie Manipur, używany jest także w stanach Asam i Tripura oraz w Bangladeszu i Birmie.
Manipuri należy do grupy tybeto-birmańskiej sino-tybetańskiej rodziny językowej. Jest językiem tonalnym, nie należy go mylić z bishnupriya-manipuri, innym językiem używanym w Manipurze, należącym do rodziny języków indoeuropejskich.
Do XVIII w. manipuri posiadał własny system pisma (pismo meitei), obecnie jest najczęściej zapisywany alfabetem bengalskim, chociaż dawne pismo ostatnio przeżywa pewien renesans; stosowany bywa także alfabet łaciński.